# Muhammad Füzuli
Füzuli někdy také Fizuli celým jménem Muhammad Suleyman oglu Füzuli nebo Muhammad bin Suleyman byl turecko-ázerbájdžánský básník a filozof.

## Život
O jeho životě je velmi málo zpráv, přesné datum narození není známo (narodil se nejspíše mezi léty 1480–1499) ve městě Karbala na území dnešního Iráku, kde také roku 1556 zemřel.
Byl zakladatelem ázerbájdžánské poezie.
Vzhledem k národnostně rozmanitému prostředí psal verše arabsky i persky.
Nejcennější jsou básně turecké, psané ázerbájdžánským dialektem, jejž Füzuli takto povýšil na literární jazyk.
Ve filozofii byl zastáncem šíitského učení islámu (Matlâ'ul-i'tikâd – Východisko víry).

## Dílo

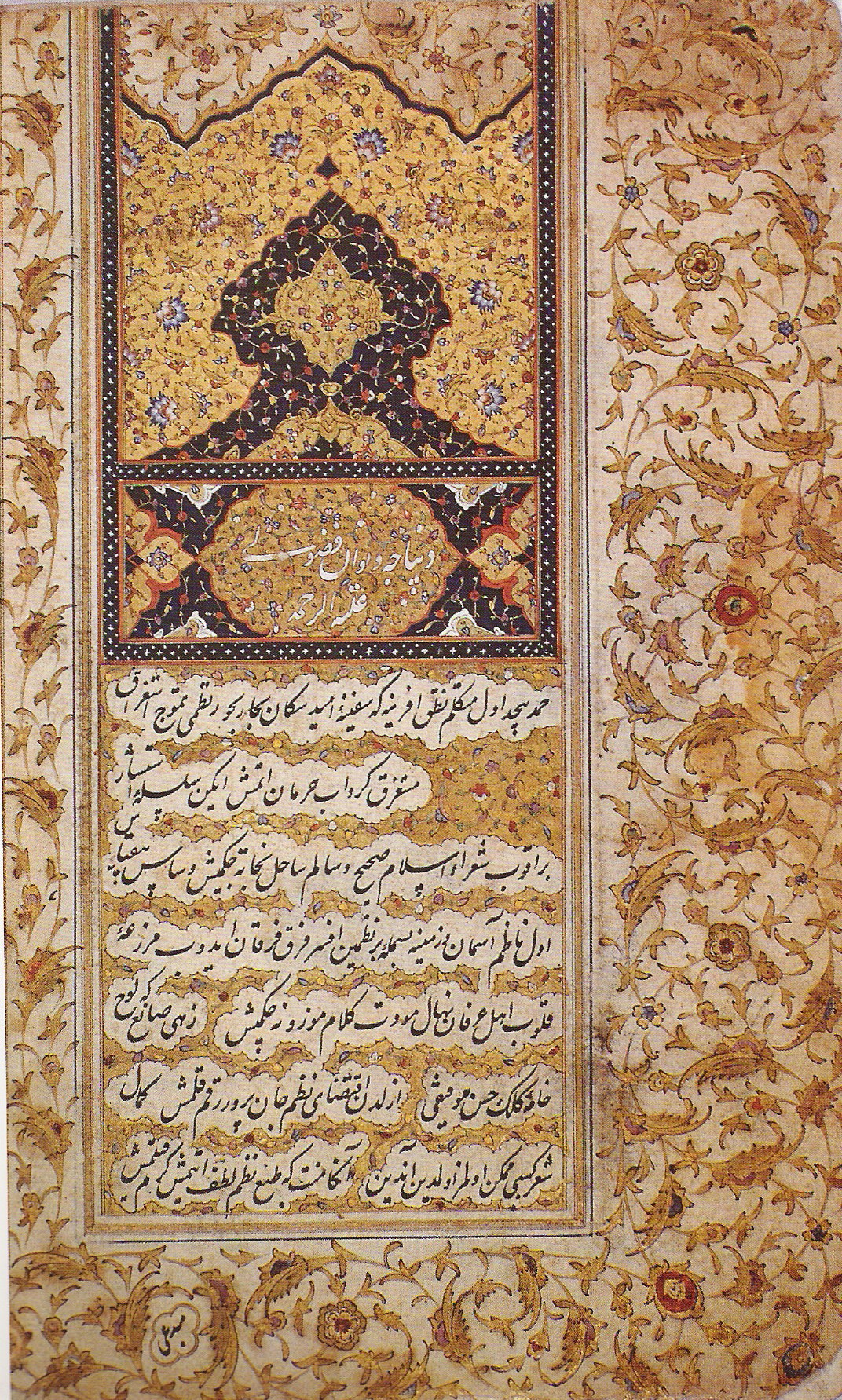
Stránka ze "Sbírky básní"

### V ázerbájdžánštině
- Dîvân ("Sbírka básní")
- Beng ü Bâde (بنگ و باده; "Hašiš a víno")
- Hadîkat üs-Süedâ (حديقت السعداء; "Zahrada potěšení")
- Dâstân-ı Leylî vü Mecnûn (داستان ليلى و مجنون; "Báseň o Leyle a Majnun")
- Risâle-i Muammeyât (رسال ﻤﻌﻤيات; "Pojednání o hádankách")
- Şikâyetnâme (شکايت نامه; "Nářek")

### V perštině
- Dîvân ("Sbírka básní")
- Anîs ol-qalb (انیس القلب; "Přítel od srdce")
- Haft Jâm (هفت جام; "Sedm pohárů")
- Rend va Zâhed (رند و زاهد; "Požitkář a asketa")
- Resâle-e Muammeyât (رسال ﻤﻌﻤيات; "Pojednání o hádankách")
- Sehhat o Ma'ruz (صحت و معروض; "Zdraví a nemocní")

### V arabštině
- Dîvân ("Sbírka básní")
- Matla' ul-İ'tiqâd (مطلع الاﻋﺘﻘﺎد; "Zrod důvěry")